# موتور فقير محمد جدغال
موتور فقير محمد جدغال (بالإنجليزية: Mowtowr-e Faqir Mohammad Jadgal)‏ هي منطقة سكنية تقع في سيستان وبلوتشستان في إيران. يقدر عدد سكانها بـ 39 نسمة .